# Współrzędne lokalne
Współrzędne lokalne – układy współrzędnych (układy odniesienia) przypisane do każdego z członów manipulatora.
Współrzędne lokalne manipulatora można podzielić na:
- współrzędne podstawy - związane z podstawą, nieruchomym członem manipulatora,
- współrzędne kiści (dłoni) - związane z ostatnim członem manipulatora, zdefiniowane względem układu odniesienia podstawy,
- współrzędne narzędzia - związane z końcem narzędzia, którym operuje manipulator, zdefiniowane względem układu odniesienia kiści,
- współrzędne docelowe - związane z miejscem do którego manipulator przemieszcza narzędzie, zdefiniowane względem układu odniesienia stanowiska.